# Zhuanqiao (socken i Kina, Hunan)
Zhuanqiao (kinesiska: 砖桥, 砖桥乡) är en socken i Kina. Den ligger i provinsen Hunan, i den södra delen av landet, omkring 90 kilometer söder om provinshuvudstaden Changsha. Antalet invånare är 10522. Befolkningen består av 5 129 kvinnor och 5 393 män. Barn under 15 år utgör 14,0 %, vuxna 15-64 år 73 %, och äldre över 65 år 12,0 %.
Genomsnittlig årsnederbörd är 1 859 millimeter. Den regnigaste månaden är maj, med i genomsnitt 295 mm nederbörd, och den torraste är oktober, med 29 mm nederbörd.